# TCB Band
TCB Band fue el grupo de músicos profesionales que formaron la sección rítmica que acompañó a Elvis Presley desde agosto de 1969 hasta su fallecimiento en 1977. El nombre TCB significa Taking Care of Business, un lema personal que Presley adoptó a principios de los años 70. Aunque los integrantes de la banda fueron cambiando a lo largo de los años, la formación original estuvo compuesta por James Burton (guitarra), Jerry Scheff (bajo), John Wilkinson (guitarra rítmica), Larry Muhoberac (teclados) y Ron Tutt (batería). El primer concierto de la banda, acompañando a Elvis, tuvo lugar el 31 de julio de 1969 en el International Hotel de Las Vegas.

## Historia
Cuando Elvis Presley comenzó a planificar su regreso a los escenarios tras el éxito del programa especial que protagonizó para la NBC en 1968, tuvo que reemplazar a los miembros originales de su banda, Scotty Moore, D.J. Fontana (que habían vuelto a su trabajo como músicos de sesión) y Bill Black que había fallecido en 1965.  Elvis llamó en primer lugar a James Burton, guitarrista de Ricky Nelson, a quien conocía desde hacía años y al que encargó la formación de la banda. Burton contactó con el teclista Glen D. Hardin quien declinó unirse al grupo, tras lo cual llamó a Larry Muhoberac, que había participado en numerosas bandas sonoras de películas de Presley, y que sí aceptó la oferta de Burton. Jerry Scheff al bajo y John Wilkinson a la guitarra rítmica fueron las siguientes incorporaciones. Muhoberac sugirió a Ron Tutt para la batería, con cuya incorporación quedó completa la sección rítmica. En febrero de 1970, Glen D. Hardin reemplazó temporalmente a Muhoberac cuando este tuvo que regresar al trabajo de estudio en Los Ángeles. TCB aportó un renovado aire al sonido de Elvis, basado en el rock'n'roll de los años 50.  Larrie Londin, un batería de sesión de Nashville, sustituyó ocasionalmente a Tutt en algunas actuaciones en 1976 y 1977.
En 1975, Burton, Tutt y Muhoberac acompañaron a Johnny Cash en su álbum, John R. Cash.

## Tras la muerte de Elvis Presley
Tras la muerte de Presley en agosto de 1977, varios miembros de la banda, como James Burton, Glen D. Hardin, Emory Gordy, Jr. y Jerry Scheff. pasaron a integrarse en la Emmylou Harris's Hot Band y en la The John Denver Band. 
Por otra parte, tras tocar la batería durante algunos años con la Jerry Garcia Band, Ron Tutt fue invitado por Neil Diamond a incorporarse a su banda como miembro permanente. Con el tiempo Tutt se fue convirtiendo en parte esencial de la banda de Diamond, aportando el estilo que lo caracterizó en la TCB Band y siendo recibido con ovaciones por parte del público en cada actuación. 
Tutt también colaboró en varias grabaciones de Nancy Sinatra.
Varios miembros de la TCB band (Glen D. Hardin, James Burton, Jerry Scheff y Ron Tutt) tocaron con Roy Orbison para su álbum de 1987 Roy Orbison and Friends, A Black and White Night. Burton, Hardin, Scheff y Tutt se reunieron en 1997 para participar en el primer  Elvis: The Concert celebrado en Memphis. Desde entonces fueron frecuentes sus reuniones. En 2007 Jerry Scheff abandonó la banda, siendo reemplazado Nathan East y Norbert Putnam. Wilkinson falleció de cáncer el 11 de enero de 2013 a los 67 años de edad.